# Флорида (Охајо)
Флорида (енгл. Florida) град је у америчкој савезној држави Охајо.

## Демографија
По попису из 2010. године број становника је 232, што је 14 (-5,7%) становника мање него 2000. године.
| Група             | 2000.       | 2010.       |
| Белци             | 227 (92,3%) | 214 (92,2%) |
| Афроамериканци    | 0 (0,0%)    | 0 (0,0%)    |
| Азијати           | 1 (0,4%)    | 1 (0,4%)    |
| Хиспаноамериканци | 16 (6,5%)   | 14 (6,0%)   |
| Укупно            | 246         | 232         |